# Hannelore Deubzer
 (juillet 2025).

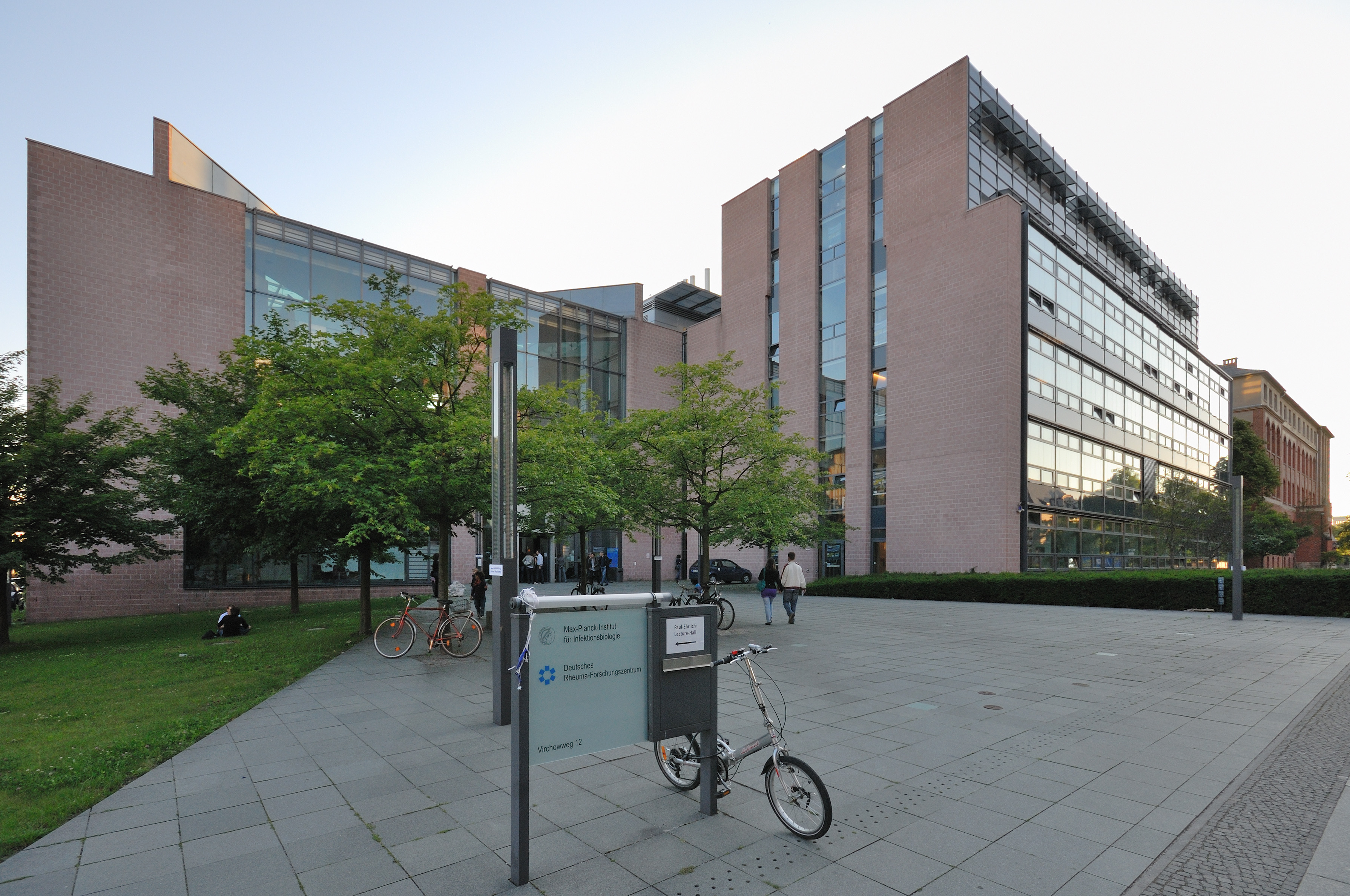
Institut Max-Planck pour la biologie des infections à Berlin, photo de 2009

Hannelore Deubzer (née en 1954) est une architecte et conceptrice d'éclairage allemande. Elle a été professeure à la Technische Universität München jusqu'en 2020. Elle est surtout connue pour ses projets réalisés avec son partenaire de bureau Jürgen König. Actuellement, elle dirige le cabinet de planification munichois Deubzer + Rimmel avec Jürgen König, Stefan Robakowski et Maximilian Rimmel.

## Biographie
Hannelore Deubzer est née en 1954. Elle obtient en 1978 son diplôme en architecture à la Technische Universität Berlin . Elle commence sa carrière au sein de l’agence BJSS, où elle travaille principalement avec Axel Schultes, selon le magazine *MD*. En 1988, elle fonde avec Jürgen König son propre bureau. Dans les années 1990, le cabinet Deubzer-König réalise plusieurs grands projets en Allemagne. Parmi les plus connus figurent les bâtiments du Campus Virchow de la Charité à Berlin ainsi que le complexe commun du Institut Max-Planck de biologie des infections et du Centre allemand de recherche sur la polyarthrite (visibles depuis la Stadtbahn de Berlin). De 1997 à 2020, elle est professeure à l’Université technique de Munich.
Récemment, Hannelore Deubzer a publié et enseigné dans le domaine de la conception lumière.

## Distinctions
En 1991, Hannelore Deubzer reçoit le Prix de Rome décerné par l'Académie allemande de Rome Villa Massimo.

## Publications
- Fassadenbeleuchtung und Vertical Farming aus einer Lichtquelle?Mariana, Y., Ludwig, F., Deubzer, H. & Hausladen, G., 2018, in: Licht. S. S. 60 - 63
- Lichtkonsum wächst und Vertical Farming wird kreativ an Hauswänden eingesetztYordanova, M., Ludwig, F. & Deubzer, H., 2018, in: luxlumina. 23, S. S. 48 - 51
- Lichtzukunft in den Städten: Agricultural Lighting FacadeYordanova, M., Ludwig, F. & Deubzer, H., 2018, in: luxlumina. 23, S. S. 48 - 51